# لیزر گازی

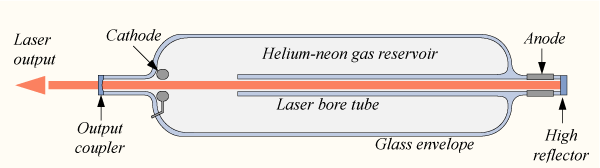
نمودار یک لیزر هلیوم-نئون

لیزر گازی(به انگلیسی: Gas laser)، لیزری است که در آن جریان الکتریکی(به انگلیسی: Electric current)، برای تولید نور، در یک گاز تخلیه می‌شود. علی جوان (به انگلیسی: Ali Javan) فیزیکدان ایرانی مخترع این نوع لیزر، نخستین بار با کمک گاز هلیوم و نئون موفق به ساخت این دستگاه شد.این اختراع در سال ١٩۶١ میلادی به ثبت رسید. 

## بخش‌های تشکیل دهنده لیزر گازی
بخش‌های تشکیل دهنده این‌گونه لیزرها به ترتیب زیر است:
- تیوپ لیزر
- آینه‌های لیزر
- منبع گاز CO۲ و N۲ و He
- سامانه خلأ
- منبع ولتاژ بالا
- الکترودها
- سامانه خنک‌کننده
- پیچ‌ها و پایه‌های تنظیم

### تیوپ لیزر
مهم‌ترین قسمت لیزر co۲ تیوپ آن می‌باشد. تیوپ‌های لیزر را معمولاً از جنس لوله تخلیه پلاسما یا از جنس شیشه می‌سازند. اما کاواک‌های شیشه‌ای متداول‌تر هستند زیرا دسترسی و ساخت آن‌ها آسان‌تر است.
بهترین شیشه به منظور ساخت کاواک لیزر، شیشه پیرکس نسوز است که در مقابل تغییر دما مقاومت بالایی دارد. چرا که سامانه لیزر با تولید گرمای زیادی همراه است.
با توجه به طرح ساخت، طول تیوپ لیزر را ۴۵ سانتی‌متر و قطر مقطع آن را ۲٫۵ سانتی‌متر در نظر می‌گیریم. جهت اتصال لوله‌های ورودی و خروجی گاز، دو سوراخ در قسمت‌های ابتدا و انتهای تیوپ لیزر تعبیه می‌کنیم یا اینکه تیوپ را به هنگام ساخت به گونه‌ای می‌سازیم که قابلیت اتصال دو لوله به ابتدا و انتهای آن وجود داشته باشد. تیوپ لیزر ابتدا در یک لوله شیشه‌ای بزرگ‌تر که همان لوله سیستم خنک‌کننده است قرار می‌گیرد و سپس بر روی پایه‌های نگه دارندهٔ لیزر محکم می‌شود.

### آینه‌ها و نصب آن‌ها در لیزر
همان‌طور که در قسمت تشدیدکننده‌های نوری بیان شد برای افزایش توان لیزر و موازی کردن مسیر بازتاب پرتوها در کاواک از آینه‌هایی با درصد بازتابش بالا استفاده می‌شد تا فوتونها بتوانند بین دو آینه بازتاب‌کننده برای جلوگیری از تلفات به دلیل جلوگیری از پراش در لبه‌های آینه‌ها از سامانه‌ای استفاده می‌شود که در آن یک آینه تخت با درصد بازتابش تقریباً ۱۰۰٪ و یک آینه کاو با درصد بازتابش تقریباً ۹۰٪در دو طرف کاواک تعبیه شده باشد. با توجه به در صد بازتابش آینه کاو با بازتابش ۹۰٪ می‌باشد.
از آنجا که خروجی لیزرهای co۲ در محدوده ۱۰٫۶ میکرون است از قطعات اپتیکی مثل شیشه یا کوارتز جهت ساختن آینه‌های لیزر نمی‌توان استفاده کرد. چون این مواد در محدوده ۱۰٫۶ جذب زیادی دارند بنابراین خروجی لیزر را به شدت کاهش می‌دهند و در اثر گرمای زیادی که در اثر فرایند جذب در آن‌ها ایجاد می‌شود ممکن است بشکنند یا ذوب شوند؛ بنابراین برای ساختن آینه‌های لیزر از موادی مانند ژرمانیم(Ge)، گالیوم(Ga)، آرسناید(As)، سولفید روی(Zs)، طلا(Au) و هالوژن‌ها می‌توان استفاده کرد. در میان این آینه‌ها هالوژنها کمترین جذب را دارند ولی جذب رطوبت و نرم بودن آن‌ها مشکلاتی را فراهم می‌کند. آینه‌های فلزی با درصد بازتاب ۱۰۰٪ نیز می‌توانند برای استفاده در این طول موج‌ها مورد استفاده قرار گیرند.
ما در ساخت لیزر co۲ با جریان گاز از آینه ژرمانیوم و طلا استفاده می‌کنیم. به این صورت که آینه تخت را از جنس آینه ژرمانیوم و آینه کاو را از جنس آینه طلا انتخاب می‌کنیم.
تقریباً بیشترین هزینه در ساخت لیزر co۲ مربوط به تهیه آینه‌هاست.
نیاز به یادآوری است که آینه کاو طلا که مورد استفاده قرار می‌گیرد دارای شعاع خمیدگی cm ۱۲۰ باید باشد در ضمن خروجی لیزر هم از همین آینه‌هاست.
نکته دیگری که باید هنگام تهیه آینه‌ها در نظر گرفت این است که آینه‌ها باید از طرف جلوی آینه پوشش داده شده باشند یعنی پوشش طلا یا ژرمانیوم باید بر روی آینه باشد نه پشت آن.
در صورتی که در تهیه آینه طلا با مشکل روبرو شدیم می‌توانیم از آینه آلومینیوم نیز استفاده کرد.
گاهی اوقات نیز در ساخت آینه‌ها سطح آینه را با استفاده از چند ماده گوناگون با درصد بازتابش بالا در طول موج‌های متفاوت استفاده می‌شود؛ ولی ضخامت پوش هر ماده بر روی سطح آینه برابر با نصف طول موج نوری است که آینه برای آن طراحی شده‌است.
در انتخاب آینه کاو باید توجه کرد که شعاع خمیدگی آن باید بزرگ‌تر از طول کاواک لیزر باشد. در ادامه جدولی از آینه‌ها و اطلاعات مربوط به آن ارائه شده‌است.

### نصب آینه‌ها و پیچ‌های تنظیم
نصب آینه‌ها به صورت ثابت ولی حرکت در دو انتهای کاواک ممکن است مشکلاتی از قبیل عدم موازی بودن پرتوها یا ضعیف شدن توان خروجی لیزر برای ما ایجاد کند.
بنابر این بهترین کار این است که آینه‌ها را بر روی پایه‌های متحرک با پیچ تنظیم نصب کنیم تا بتوانیم آن را به آسانی حرکت داده و تنظیم کنیم. از آنجا که تهیه یک تنظیم‌کننده ایدئال که با سیستم خلأ کاواک لیزر سازگار باشد، بسیار هزینه بر است پس یک راهکار پیشنهادی ارائه می‌کنیم.
مطابق شکل ارائه شده با دو قطعه فلز در ابتدا، نگهدارنده‌ای برای آینه‌ها می‌سازیم و برای تعبیه پیچ‌های تنظیم دو سوراخ در آن‌ها ایجاد می‌کنیم. برای اتصال آینه‌ها به کاواک خلأ، به ورقه‌ای از جنس آلومینیوم انعطاف‌پذیر نیاز داریم. فویل آلومینیوم را به صورت زیگ زاگ مطابق شکل به صورت استوانه‌ای که قطر سطح مقطع آن برابر با قطر کاواک است شکل می‌دهیم و لبه‌های آن را توسط چسب قابل انعطافی مانند چسب آکواریوم به هم می‌چسبانیم. سپس یک انتهای استوانه انعطاف‌پذیر ساختگی خود را به آینه می‌چسبانیم و طرف دیگر آن را به کاواک لیزر. با قرار دادن پیچ‌های تنظیم مطابق شکل پس از چک کردن عدم نشت گاز به بیرون با روشن کردن لیزر، آینه‌ها را تنظیم می‌کنیم. نیاز به یادآوری است که این سامانه باید برای هر دو آینه تخت و کاو به کار رود.

### سامانه خلأ و گازهای لیزر
از سیستم جریان گاز با تخلیه الکتریکی ولتاژ بالا استفاده می‌شود. تمام هوای داخل لوله باید تخلیه شود. تخلیه باید تقریباً به‌طور کامل انجام شود چرا که وجود هوای پس ماند در لوله باعث ضعیف شدن پرتوی خروجی یا عدم خروجی لیزر می‌شود.
- هر گونه آلودگی را از روی تیوپ لیزر پاک کنید چرا که ممکن است باعث اختلال در پرتوی خروجی شود. توجه شود که برخی از مواد خلأ مانند گریش و مواد پوشاننده درزها مشکلی ایجاد نمی‌کند.
- فشار گاز لیزر را به صورت تکی یا مخلوط، چه در ابتدای کار و چه به هنگام عمل لیز کنترل کنید.
درصد ترکیب گازها در لیزر co۲ به صورت زیر است:
گازها
حجم (لیتر)
فشار (بار)
دی‌اکسید کربن
۱۶٪ تا ۴٪
۷۹۳۰ – ۲۸۰
۱۶۷–۲۴۰۰
نیتروژن
۲۰٪ تا ۱۰٪
۵۶۶۴ – ۲۰۰
۲۱۲۴–۷۵
هلیوم
به میزان تعادل
۲۱۲۴ – ۷۵
۱۴۶–۲۱۰۰

### ولتاژها
همان‌طور که قبلاً نیز بیان شد، دمش در لیزرهای گازی از نوع تخلیه الکتریکی است که توسط ولتاژهای بالا انجام می‌شود. از آنجا که دمش در لیزرهای co۲ طی دو مرحله انجام می‌شود، بنابراین ابتدا باید توسط تخلیه الکتریکی ولتاژ بالا اتم‌های نیتروژن را تحریک کنیم تا به حالت برانگیخته برسند و با انتقال انرژی خود به مولکول‌های co۲ عمل لیز آغاز شود.
نخستین حالت تحریکی ازت تقریباً در ۰٫۳ الکترون ولت است. بنا بر تجربه برای شروع عمل لیز به ۲ الکترون ولت انرژی نیاز دارد.
نیاز به یادآوری است که لیزرهای co۲ با جریان DC یا جریان متناوب AC با فرکانس خیلی پایین کار می‌کند. البته جریان‌های AC در لیزرهایی استفاده می‌شود که به صورت ضربانی دمش می‌شوند و خروجی ناپیوسته دارند.
در مورد لیزرهای co۲ ولتاژی را برابر با ۱۰ تا ۱۵ کیلو ولت DC به ازای هر متر تخلیه الکتریکی استفاده می‌کنیم؛ که حدود جریان الکتریکی بین ۱۰ تا ۱۵ میلی‌آمپر است.
برای ایجاد جریان DC می‌توانیم از یکسوکننده‌های جریان AC استفاده کنیم تا به ولتاژ آغازین ۱۰ کیلو ولت برسیم.
در لیزرهای co۲ نیاز نداریم که از سیستم‌های ولتاژ بالا با قابلیت تنظیم استفاده کنیم. اما استفاده کردن از چنین سیستمی که قابلیت تنظیم ولتاژ خروجی را داشته باشد برای تنظیم قدرت خروجی لیزر مناسب است؛ چرا که هر چه ولتاژ بالاتری به کار ببریم، عمل لیز با قدرت بیشتری انجام می‌شود.
ولتاژ بالای اعمال شده به دو سر تیوپ لیزر اعمال می‌شود، یک میدان یکنواخت در سر تا سر لوله ایجاد می‌کند و الکترونها در این میدان شتاب می‌گیرند و با برخورد به دیگر اتم‌ها آن‌ها را تحریک می‌کنند.
گاهی اوقات قبل از عمل تخلیه، گاز را کمی یونیزه می‌کنند. این عمل به کمک یک پالس ولتاژ بالا که به یکی از الکترودها اعمال می‌شود یا به کمک یک سیم کوتاه که به دور لوله پیچیده شده، انجام می‌گیرد. در این روش هم الکترون‌ها و هم یون‌ها و هم مولکول‌های خنثی در محیط وجود دارند. الکترونهای آزاد توسط میدان الکتریکی شتاب گرفته و به سمت آند حرکت می‌کنند.
نکته‌ای که به هنگام تنظیم ولتاژ مناسب در نظر می‌گیریم این است که ولتاژ اعمال شده را از مرز ۱۵ کیلو ولت آغاز می‌کنیم. ولتاژ را اندک اندک افزایش می‌دهیم تا یک باریکه نوری موازی و درخشان در مرکز کاواک لیزر مشاهده شود. در چنین حالتی ولتاژ اعمال شده ولتاژ مناسبی است.
نیاز به یادآوری است که استفاده از ولتاژهای بالا به مراقبت بسیار زیادی نیاز دارد.
از سیم‌های رابط عایق استفاده کنید و هر جا که سیم پوشش خود را از دست می‌دهد آن را عایق کنید. سیستم ولتاژ بالا و خود دستگاه لیزر باید بر روی پایه‌های محکم و بدون لغزش نصب شده باشد تا از هر گونه لغزش و خطر احتمالی برخورد سیم‌ها جلوگیری شود.
به هنگام کار کردن با چنین سیستمی بسیار دقت کنید تا سیم‌های کاتد و آند ۲ اینچ به ازای هر ۱۰ کیلو ولت از هم فاصله داشته باشند، تا از هر گونه جرقه زدن و اتصال کوتاه اجتناب شود.

### الکترودها
یکی از مهم‌ترین اجزای یک لیزر الکترودهای آن می‌باشد. همان‌طور که قبلاً نیز اشاره شد، الکترودها با آزاد کردن الکترون‌های اولیه نقش مهمی در شروع عمل لیز، ایفا می‌کنند. در لیزرهای گوناگون، انواع متعددی از الکترودها استفاده می‌شود. در لیزرهای co۲ به‌طور معمول از الکترودهایی از جنس آلومینیوم استفاده می‌شود. چراکه آلومینیوم دارای الکترونهای ظرفیت مناسب جهت آزاد شدن توسط ولتاژ بالا می‌باشد. همچنین از آنجا که سطح آلومینیوم همیشه پوشیده از یک لایه اکسید آلومینیوم است این کار به آزاد کردن الکترون‌های بیشتری کمک می‌کند. در طرح لیزر از ورقه‌های نازک و انعطاف‌پذیر آلومینیوم برای ساخت کاتد و آند استفاده می‌کنیم. روش کار به این صورت است که دو برگه آلومینیوم با پهنای ۳ و درازا ۱۵ سانتی‌متر تهیه می‌کنیم. سپس این برگه‌ها را به شکل استوانه‌هایی هم قطر با تیوپ لیزر یعنی به قطر ۲٫۵ سانتی‌متر لوله می‌کنیم و در دو انتهای تیوپ لیزر فرومی‌کنیم. سپس یک سانتی‌متر از هر طرف را از لوله خارج کرده و بر روی خود تیوپ خم می‌کنیم. پس از اتصال سیم‌های رابط جریان به برگه‌های آلومینیوم، آن قسمت از تیوپ را که برگه‌های آلومینیوم بر روی آن تا خورده به شدت عایق بندی می‌کنیم تا هرگونه تماس با آن‌ها غیرممکن شود.
نیاز به یادآوری است، سیستم آینه‌ها و پیچ‌های تنظیم -که قبلاً توضیح داده شد- باید پس از عایق بندی الکترودها و لوله کاواک به انتهای لیزر متصل شود؛ چراکه اگر بدون عایق بندی عمل شود، خطر برق گرفتگی وجود دارد.

### سامانه خنک‌کننده
از آنجا که عمل لیز گرمای زیادی ایجاد می‌کند و توان لیزر را تا حد زیادی کاهش می‌دهد پس باید در اندیشه راهی برای خنک کردن تیوپ لیزر و آینه‌ها باشیم.
یک روش خنک کردن سیستم استفاده از جریان گاز می‌باشد؛ و روش دیگر استفاده از سیستم خنک‌کنندهٔ گردش آب می‌باشد. به این منظور باید کاواک را در یک لوله شیشه‌ای بزرگ قرار دهیم. طرز کار به گونه‌ای است که تیوپ لیزر در وسط لوله بزرگ‌تر قرار دارد و آب از اطراف آن جریان می‌یابد و آن را خنک می‌کند. جهت ایجاد جریان آب در سیستم خنک‌کننده باید دو سوراخ در لوله شیشه‌ای بزرگ به منظور اتصال لوله‌های ورودی و خروجی آب تعبیه کنیم؛ و با اتصال آن از طریق لوله‌ها به یک پمپ، آب را از یک مخزن درون لوله شیشه‌ای به جریان بیندازیم. جهت پمپ آب می‌توان از پمپ آکواریوم یا پمپ کولرهای آبی استفاده کرد که آب را از یک منبع به داخل سامانه خنک‌کننده جریان می‌دهند.
در بستن لوله‌های آب و سیستم خنک‌کننده به هم تلاش شود تا هیچ گونه نشت آب به بیرون وجود نداشته باشد.
طبق طرح طول لوله شیشه‌ای سیستم خنک‌کننده ۳۰ سانتی‌متر و قطر آن ۵ سانتی‌متر می‌باشد.

### تنظیمات دستگاه و پرتوی خروجی
جهت استفاده از پرتوی لیزر باید بتوانیم آن را در جهات گوناگون هدایت کنیم.
قبل از هر چیزی باید از موازی بودن پرتوهای خروجی اطمینان حاصل کنیم. برای این منظور کاغذی را از وسط سوراخ کرده به گونه‌ای در جلوی کاواک لیزر قرار می‌دهیم که محور مرکزی گذرنده از کاواک هم راستا با سوراخ باشد. سپس با دستکاری پیچ‌های تنظیم آینه‌ها پرتوی خروجی از لیزر را به گونه‌ای تنظیم می‌کنیم تا از مرکز سوراخ عبور کند. اکنون ما یک دسته پرتوی راست داریم. از قبل نیاز به یادآوری است که به دلیل نوع آینه‌های استفاده شده و سامانه بازتابش رفت و برگشت فوتون بین دو آینه پرتوی خروجی یک پرتوی موازی است.
اکنون می‌خواهیم پرتو را با قطرهای متفاوت بر روی نقطه مورد نظر متمرکز کنیم. جهت این کار می‌توان از سیستم عدسی‌های مرکب استفاده کرد. چند نمونه از سامانه‌های عدسی مرکب به منظور هدایت پرتو در شکل نشان داده شده که با توجه به آن‌ها می‌توانیم با استفاده از عدسی‌های گوناگون با فاصله کانونی‌ها و شعاع‌های خمیدگی گوناگون پرتوی خروجی را به گونه‌ای که تمایل داریم هدایت کنیم.
نکتهٔ دیگر در تنظیم پرتوی خروجی استفاده از پهن‌کننده پرتو است. پهن‌کننده‌ها شعاع پرتوهای نوری را افزایش داده و ما می‌توانیم با عبور دسته پرتوی گسترده‌تر از عدسی، سطح کانونی کوچک‌تری بدست آوریم و پرتو را بیشتر متمرکز کنیم.
راه دیگری که در انتقال پرتوها سودمند است استفاده از تارهای نوری موج بر است که می‌توانند با قابلیت انعطاف‌پذیری خود، پرتو را به نقاط گوناگون انتقال دهند.
اصولاً این تارهای نوری دارای قطرهای کوچک، از جنس شیشه یا کوارتز هستند و دارای یک هسته مرکزی با ضریب شکست بزرگ‌تر از محیط اطراف خود می‌باشند. پرتو نور قادر به حرکت در داخل هسته مرکزی به صورت زیگ زاگ به سبب بازتاب کلی از فصل مشترک هسته مرکزی با دیواره می‌باشد.
متأسفانه این روش برای طول موج‌های تا ۱٫۶ میکرون به کار می‌رود. چون میزان جذب برای طول موج‌های بزرگ‌تر زیاد است، از این روش برای انتقال پرتو در لیزر co۲ نمی‌توان استفاده کرد.

## محاسبه تقریبی توان لیزر
لیزرهای گوناگون با نوجه به سیستمی که در ساخت آن‌ها به کار برده شده از قبیل: نوع ماده لیزری، درازای کاواک لیزر، روش‌های گوناگون دمش و نوع سیستم خنک‌کننده دارای توان‌های خروجی متفاوتی هستند.
برای محاسبه توان خروجی لیزر روش‌های گوناگونی وجود دارد که بسیاری از آن‌ها حاوی فرمول‌های سخت و پیچیده‌است و نیازمند اطلاعات دقیقی از قسمت‌های گوناگون دستگاه می‌باشد.
در اینجا یک راه پیشنهادی و ساده جهت محاسبه توان تقریبی لیزر ارائه می‌شود که می‌تواند سودمند باشد.
جهت محاسبه توان خروجی، پرتوی لیزر را به یک مایع که ظرفیت گرمایی آن برای ما مشخص است می‌تابانیم و در مدت زمان تابش، تغییرات دمایی را اندازه می‌گیریم؛ با محاسبه انرژی گرمایی می‌توان توان خروجی لیزر را از رابطه معروف p=w/t بدست آورد. یکی از مناسب‌ترین مایعاتی که می‌توان از آن استفاده کرد آب می‌باشد. چرا که ظرفیت گرمایی آن مشخص است و به راحتی در دسترس می‌باشد. اما برای محاسبه توان دقیق باید ضریب بازتابش سطح آب را نیز به هنگام محاسبات در نظر بگیریم، چرا که مقداری از پرتوی تابیده شده به سطح آب، توسط سطح بازتابیده می‌شود. استفاده از مایعاتی با ضریب بازتابش کمتر، محاسبات را دقیق تر می‌کند.

## تلفات لیزر
راه‌های متفاوتی برای اتلاف در لیزر وجود دارد که به کاهش توان خروجی لیزر منجر می‌شود. در زیر به برخی از آن‌ها اشاره می‌شود که تلاش برای رفع هر کدام از موارد یاد شده باعث افزایش توان خروجی لیزر است.
- جذب و پراکنده کردن نور توسط آینه‌ها.
- پراش از لبه آینه‌ها.
- عبور نور از آینه‌ها قبل از رسیدن به حد آستانه تابش.
- پخش و پراکندگی پرتوها توسط ماده لیزری به دلیل عدم یک نواختی ماده از نظر اپتیکی.
- جذب ماده لیزری و گسیل تابش‌هایی که مورد نظر ما نیست.
- کاهش توان خروجی به دلیل گرمای حاصله از عمل لیز که می‌تواند باعت بالا رفتن دمای آینه‌ها، کاواک لیزر یا الکترودها شود.
- کاهش توان خروجی به سبب عدم وجود خلأ کامل در کاواک قبل از جریان دادن گاز درون کاواک.
تعدادی از عوامل اتلاف بیان شده از جمله تلفات ناشی از گرم شدن سیستم یا پراش از لبه‌های آینه‌ها قابل رفع است که قبلاً در مورد آن‌ها توضیح داده شد. تعدادی دیگر از عوامل نیز با استفاده از مواد مناسب در ساخت لیزر قابل رفع است.
به‌طور کلی هر جه بیشتر بتوانیم در رفع عوامل بالا تلاش کنیم، توان خروجی بیشتری خواهیم داشت.

## ایمنی لیزر
بیشتر لیزرها تابشی گسیل می‌کنند که با احتمال خطر همراه است. درجه خطرناکی لیزر به مشخصات خروجی لیزر، طریقه استفاده و تجربه فردی که از آن استفاده می‌کند بستگی دارد.
از مشخصه‌های تابش لیزر جمع‌شوندگی پرتوی آن است. این کار به همراه انرژی بالای لیزر می‌تواند انرژی زیادی به بافت‌های فیزیولوژیکی بدن منتقل کند. از آنجا که پرتوهای لیزر دارای طول موج‌های متفاوتی هستند، می‌توانند به بافت‌های گوناگون بدن با توجه به قابلیت جذب آن‌ها آسیب برسانند. جذب تابش باعث افزایش دما می‌شود و به قطع شدن پیوندهای مولکولی می‌انجامد.
یکی از آسیب پذیرترین قسمت‌های بدن تا آنجا که به تابش لیزر مربوط می‌شود، چشم انسان است. این امر به این دلیل است که عدسی چشم، پرتوی تابیده شده از لیزر را در ناحیه‌ای به شعاع حدود چندین برابر طول موج لیزر با چگالی بالای انرژی متمرکز می‌کند.
میزان آسیب به طول موج بستگی دارد به‌طوری‌که تابش در نواحی فرابنفش و فروسرخ که توسط قرنیه جذب می‌شود، باعث آسیب دیدن آن می‌شود و جذب در ناحیه مرئی باعث آسیب دیدن شبکیه می‌گردد.
این جذب‌ها توسط چشم می‌تواند به سوختگی یا نقص بینایی منجر شود.
پوست می‌تواند بیشتر از چشم مورد تابش قرار گیرد. پوست ممکن است در تابندگی سطح بالا تاول بزند یا آسیب کمتری ببیند. در مورد پوست هم میزان آسیب به طول موج تابش و میزان جذب بستگی دارد به ویژه در محدوده پرتوهای فرابنفش.
معمولاً مکان‌هایی که دستگاه‌های لیزر در آن‌ها قرار دارد، با چراغ‌های اخطار و متوقف‌کننده‌های پرتو تجهیز می‌شوند. در این مکان‌ها از موادی که بازتاب‌کننده پرتو هستند نیز استفاده می‌گردد. به هنگام کار کردن با لیزرها باید از عینک‌های محافظ چشمی استفاده کرد و با توجه به اینکه در لیزرها معمولاً از مولدهای ولتاژ بالا استفاده می‌شود، رعایت نکات ایمنی در این مورد نیز ضروری می‌باشد.